# Arup (ingenieursbureau)
Arup Group Limited is een multinationale dienstverlener die optreedt als ingenieursbureau bij bouwprojecten, maar het verleent ook diensten bij ontwerp, voor planning of projectbeheer en ander bouwtechnisch advies. De firma werd opgericht door Ove Arup in 1946 en telde 13.000 medewerkers verspreid over 92 kantoren in 35 landen in 2016. Arup is wereldwijd actief en leverde reeds diensten voor bouwprojecten in 160 landen.
Een project dat de firma wereldwijd weerklank gaf en waaraan sir Arup zelf nog actief bijdroeg was het Sydney Opera House. Arup werd een huisleverancier voor projecten van onder meer Norman Foster, Richard Rogers en Nicholas Grimshaw.

## Bekende projecten
- Sydney Opera House, Sydney
- Centre Pompidou, Parijs

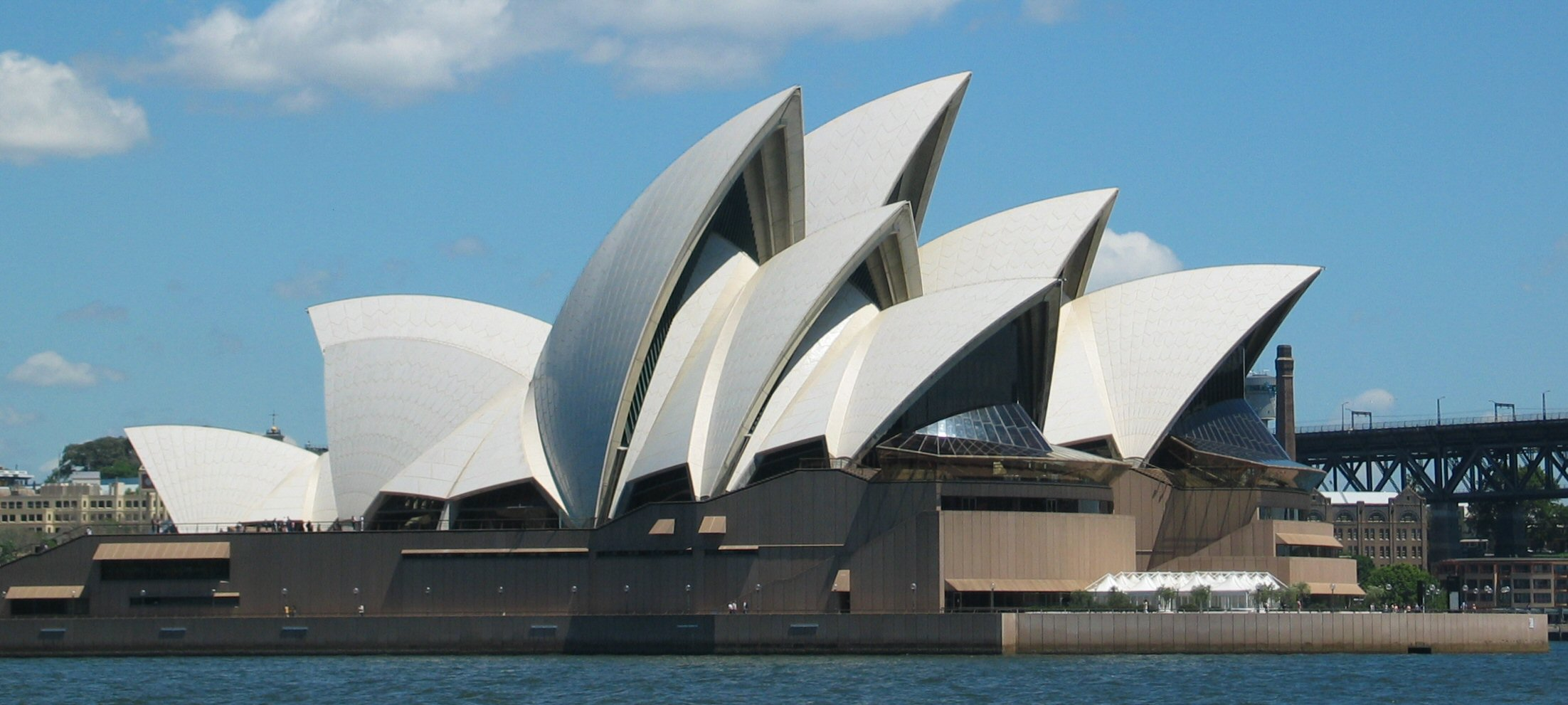
Sydney Opera House

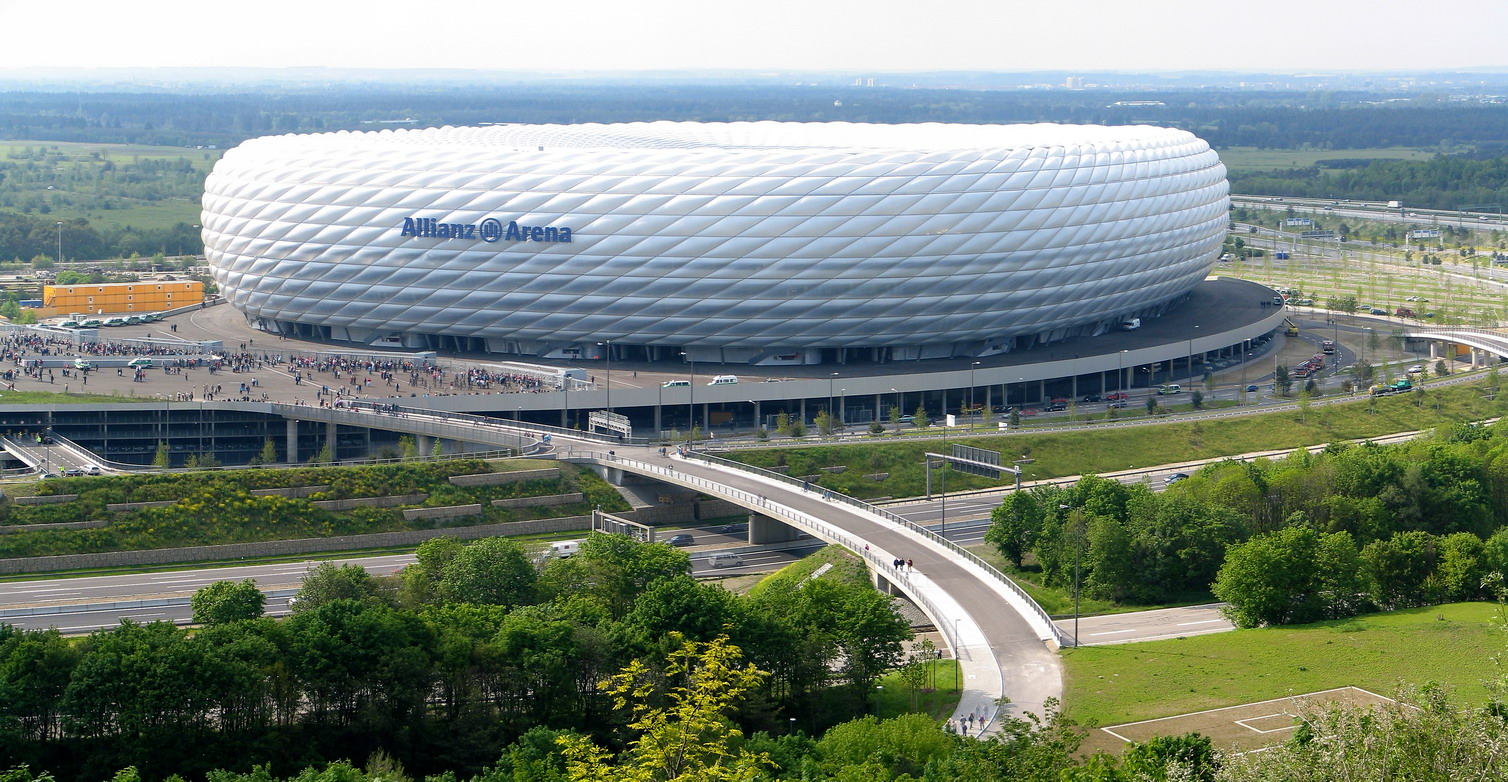
Allianz Arena

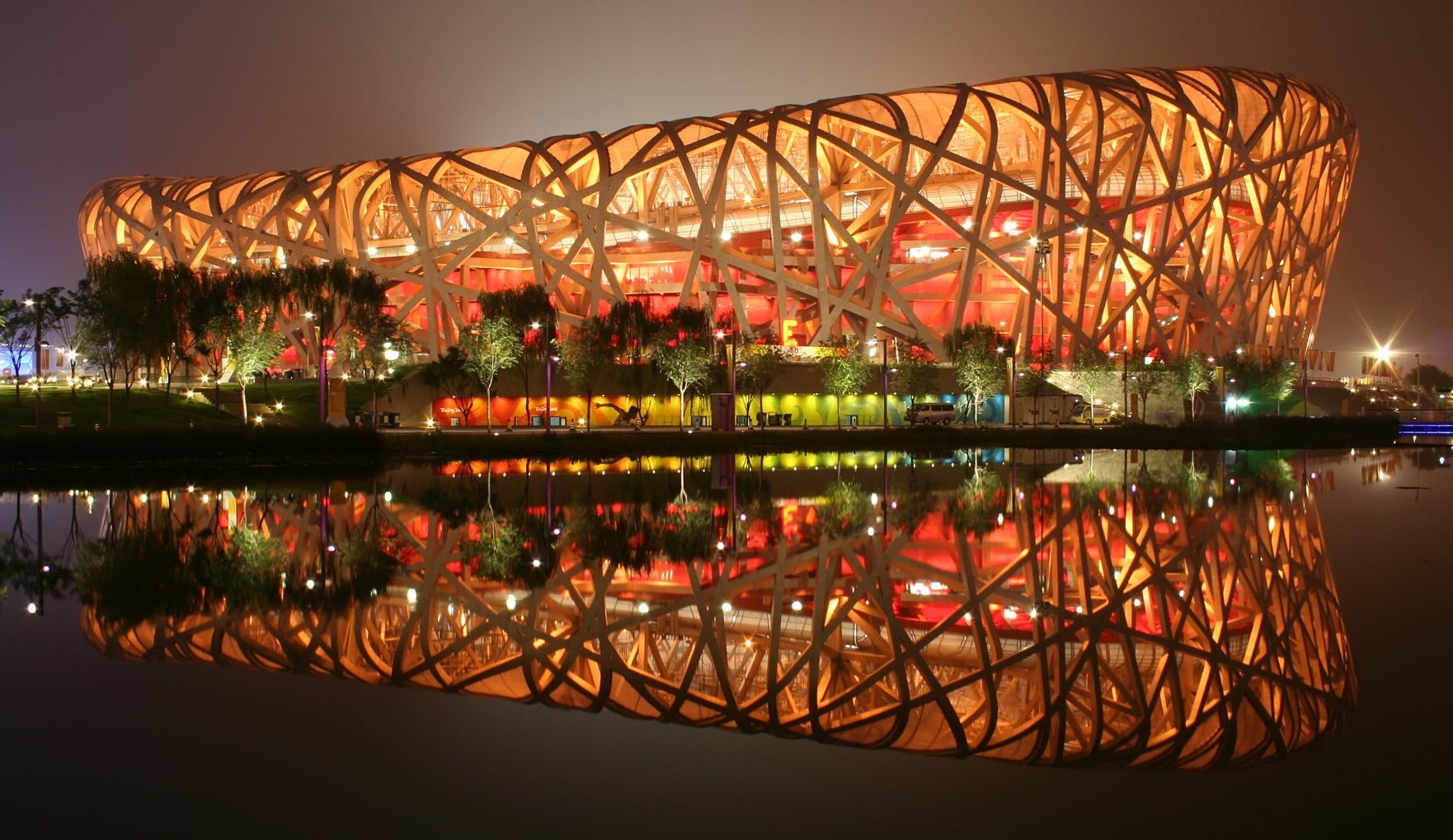
Nationaal Stadion van Peking

- Sontbrug (Kopenhagen - Malmö), Denemarken/Zweden
- 30 St Mary Axe, Londen
- Hoofdkantoor van HSBC, Hongkong
- High Speed 1, VK
- Millennium Bridge, Londen
- Angel of the North, Gateshead
- Casa da Música, Porto
- Allianz Arena, München
- Fondation Beyeler, Riehen
- Operagebouw van Kopenhagen, Kopenhagen
- Sandridge Bridge, Melbourne
- Canton Tower, Guangzhou
- Beijing National Aquatics Center, Peking
- Nationaal Stadion van Peking, Peking
- CCTV-toren, Peking
- Metropol Parasol, Sevilla
- The Shard, Londen
- Jeddah Tower, Djedda